# Dāna

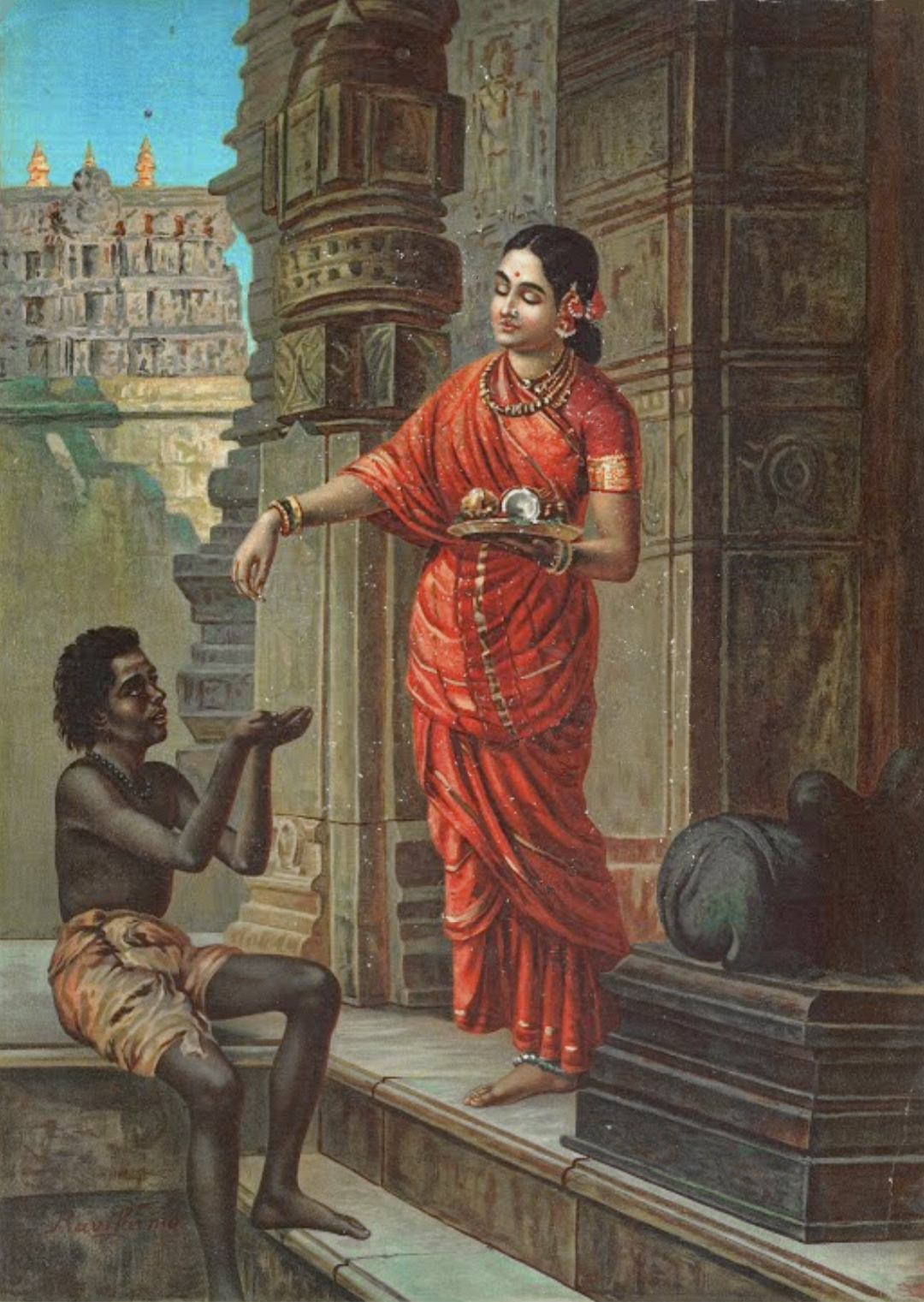
Dāna és qualsevol forma de donar.

La pràctica de la generositat porta al renaixement en condicions feliços i de riquesa material.  Per contra, la manca de generositat porta a estats infeliços i de pobresa. (Bodhipakkhiya dhamma: característiques que porten al Nirvana)
La paradoxa en el budisme és que com més es dona sense esperar res a canvi, més ric (en el més ampli sentit de la paraula) s'és en el futur, ja que practicant la generositat es destrueixen els impulsos de cobdícia que posteriorment condueixen al sofriment.